# Torrenova (stacja metra)
Torrenova – stacja na linii C metra rzymskiego. 
Znajduje się na skrzyżowaniu ulic Via Casilina i Via di Torrenova, obsługując dzielnice Torrenova, Torre Angela i Giardinetti.
Jest to jedyna stacja na linii, pośród tych znajdujących się na powierzchni, która zachowała oryginalny wygląd architektoniczny z czasów linii Rzym-Pantano.

## Historia
Budowa wystartowała w 2007. Stacja została otwarta 9 listopada 2014.